# General San Martín (departement van Córdoba)
General San Martín is een departement in de Argentijnse provincie Córdoba. Het departement (Spaans: departamento) heeft een oppervlakte van 5.006 km² en telt 116.107 inwoners.

## Plaatsen in departement General San Martín
- Arroyo Algodón
- Arroyo Cabral
- Ausonia
- Chazón
- Etruria
- La Laguna
- La Palestina
- La Playosa
- Luca
- Pasco
- Silvio Pellico
- Ticino
- Tío Pujio
- Villa María
- Villa Nueva